# ソユーズL
ソユーズL（ロシア語: Союз、GRAU index 11A511L）は、OKB-1（現クルニチェフ）が開発し、サマーラの第1国家航空工場で生産されていたソビエト連邦の打ち上げ機。ソ連の有人月旅行計画の一環としてLK月着陸機の低地球軌道への投入試験に利用された。

## 概要
1970年から1971年にコスモス379号、コスモス398号、コスモス434号の打ち上げに使用された。
ソユーズLは基本的にモルニヤ-Mから導入された2段ロケットであった。強化された1段目とモルニヤの3段目の支援を行うためにブースターが利用されている点が特徴で、より大きく重いペイロードの打ち上げが可能であった。LK宇宙船を収容するために大きいペイロードフェアリングが備えられていた。初飛行は1970年で1971年に退役しており、この間3回の打ち上げが行われいずれも成功している。後のソユーズUはソユーズLと同様の構成を利用している。